# Валкеу-де-Жос
Валкеу-де-Жос (рум. Valcău de Jos) — село у повіті Селаж в Румунії. Адміністративний центр комуни Валкеу-де-Жос.
Село розташоване на відстані 396 км на північний захід від Бухареста, 24 км на захід від Залеу, 76 км на північний захід від Клуж-Напоки.

## Населення
За даними перепису населення 2002 року у селі проживали 909 осіб.
Національний склад населення села:
| Національність | Кількість осіб | Відсоток |
| -------------- | -------------- | -------- |
| румуни         | 790            | 86,9%    |
| угорці         | 103            | 11,3%    |
| цигани         | 16             | 1,8%     |

Рідною мовою назвали:
| Мова      | Кількість осіб | Відсоток |
| --------- | -------------- | -------- |
| румунська | 798            | 87,8%    |
| угорська  | 104            | 11,4%    |
| циганська | 5              | 0,6%     |